# Šípatka
Šípatka (Sagittaria) je rod jednoděložných rostlin z čeledi žabníkovité (Alismataceae).

## Popis
Jedná se o vytrvalé, vzácně jednoleté, zpravidla vodní nebo bažinné rostliny s oddenky, někdy i s hlízami. Častá je heterofylie, listy ponořené vypadají jinak než listy nad hladinou. Listy jsou jednoduché, přisedlé nebo řapíkaté, řapík je na průřezu oblý až trojhranný, čepele jsou celistvé, často hrálovité nebo střelovité. Květy jsou uspořádány do květenství, většinou se jedná o hrozen nebo latu, vzácně okolík, jsou zpravidla jednopohlavné a jsou podepřeny listeny. Okvětí je rozlišeno na kalich a korunu. Kališní lístky jsou 3 v jednom přeslenu, korunní jsou také 3 v 1 přeslenu, u korunních lístků převažuje bílá barva, někdy se přidává růžová či fialová skvrna. Tyčinek je 7-30. Gyneceum je apokarpní, složené z mnoha (i více než 1500) do spirály uspořádaných plodolistů. Semeník je svrchní. Plody jsou v souplodí a jedná se o nažky, které jsou kýlnaté nebo nikoliv, často jsou křídlaté.

## Rozšíření ve světě
Je známo asi 30 druhů, které jsou rozšířeny převážně v Severní Americe, méně v Evropě a v Asii, Střední Americe, málo Afrika, Jižní Amerika.

## Rozšíření v Česku

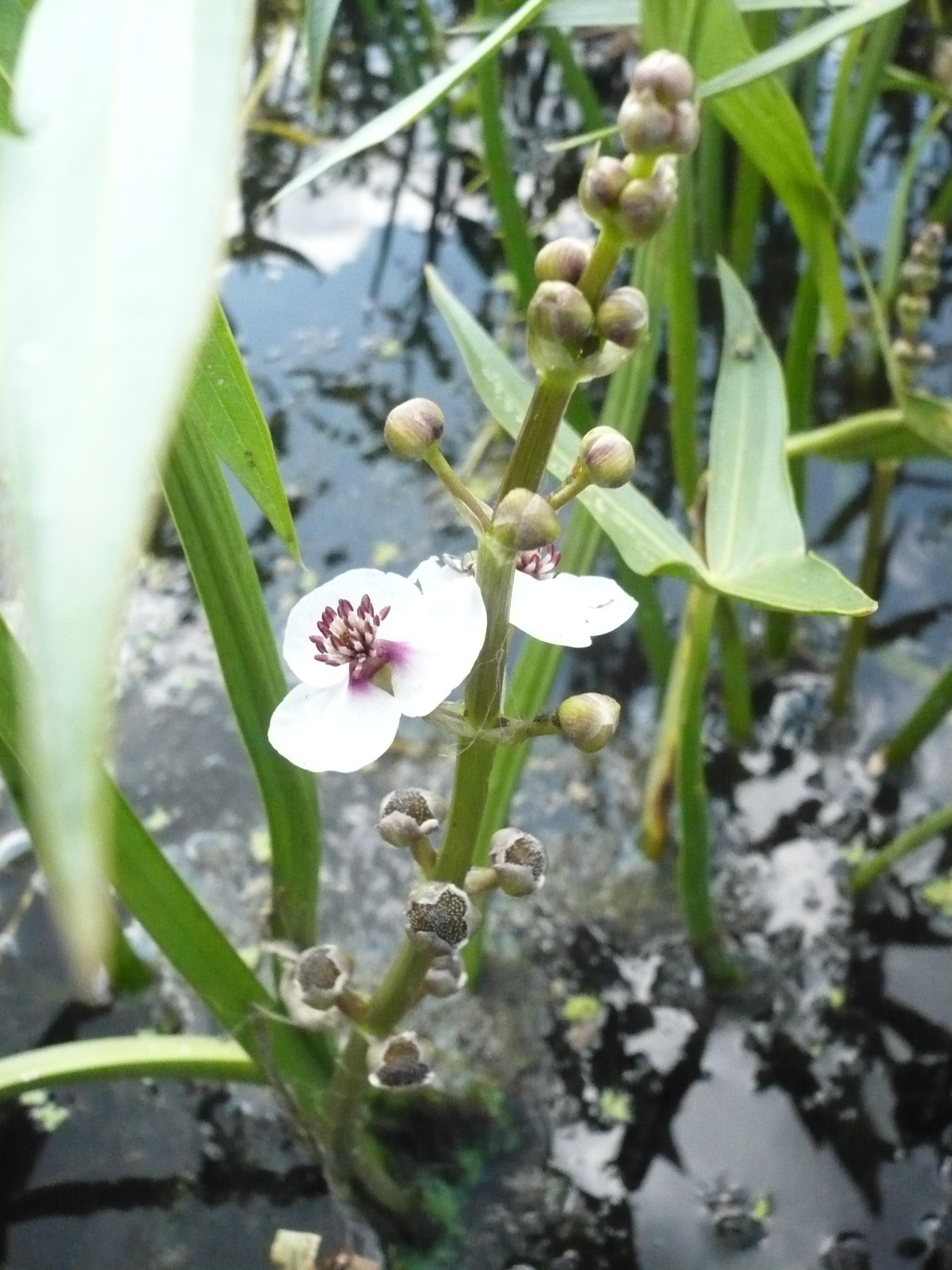
Štípatka střelolistá

V ČR je původní jen 1 druh, šípatka střelolistá (Sagittaria sagittifolia). Roste roztroušeně v nížinách a pahorkatinách na březích vod, ve vyšších horách většinou chybí. Místy také můžeme najít také zavlečený severoamerický druh šípatka širolistá (Sagittaria latifolia). Kubát (2002) udává výskyt jako vzácný a přechodný, ve skutečnosti je mnohem hojnější a výskyt bude zřejmě i trvalejšího charakteru. Sutorý (2006) udává desítky lokalit především z Polabí, ale výskyt byl zaznamenán i na Moravě. Existuje nebezpečí, že se stane šípatka širolistá invazním druhem.

## Seznam druhů
- Sagittaria ambigua – Severní Amerika
- Sagittaria australis - Severní Amerika
- Sagittaria brevirostra - Severní Amerika
- Sagittaria cristata - Severní Amerika
- Sagittaria cuneata - Severní Amerika
- Sagittaria demersa - Severní Amerika, Mexiko
- Sagittaria engelmanniana - Severní Amerika
- Sagittaria fasciculata - Severní Amerika
- Sagittaria filiformis - Severní Amerika
- Sagittaria graminea - Severní Amerika, Kuba
- Sagittaria guayanensis - Severní Amerika, Střední Amerika, Jižní Amerika, Asie, Afrika, místy adventivně
- Sagittaria isoetiformis - Severní Amerika
- Sagittaria kurziana - Severní Amerika
- Sagittaria lancifolia - Severní Amerika, Střední Amerika, Jižní Amerika
- Sagittaria latifolia - Severní Amerika, Střední Amerika, Jižní Amerika, adventivně Evropa
- Sagittaria longiloba - Severní Amerika, Střední Amerika
- Sagittaria montevidensis - Severní Amerika, Střední Amerika, Jižní Amerika
- Sagittaria natans – Evropa, Asie
- Sagittaria papillosa - Severní Amerika
- Sagittaria platyphylla - Severní Amerika, Střední Amerika
- Sagitteria pygmaea - Asie
- Sagittaria rigida - Severní Amerika
- Sagittaria sagittifolia - Evropa, Asie
- Sagittaria sanfordii - Severní Amerika
- Sagittaria secundifolia - Severní Amerika
- Sagittaria subulata - Severní Amerika, Jižní Amerika
- Sagittaria teres - Severní Amerika
- Sagittria trifolia – Evropa, Asie
- další